# クリスマス・ウィッシュ
クリスマス・ウィッシュ (Christmas Wishes) は、2010年から2017年までのクリスマスシーズンで東京ディズニーシー (TDS) で毎年行われたスペシャルイベントの総称である。なお、「クリスマス・ウィッシュ (Christmas Wishes)」とはクリスマスを祝う挨拶の言葉であり、日本語では通常「メリー・クリスマス (Merry Christmas)」が使われている。

## 概要
2009年まで開催されていた前身となるクリスマスイベント「ハーバーサイド・クリスマス」がメディテレーニアンハーバー、アメリカンウォーターフロントに限られたイベントであったのに対し、クリスマス・ウィッシュは7つのテーマポートそれぞれにクリスマスツリーの飾りつけなどが行われる。

## 2010年
開催期間
2010年11月8日〜12月25日
イベント期間中、アフター6ペアパスポートが平日限定で販売された。2枚1組で6500円。特製キーチェーンが付属していた。

### エンターテイメント
特にクリスマスのイベントと銘打たれているわけではないが、2010年11月8日〜11月13日にはブラヴィッシーモ!が開催された。ブラヴィッシーモ!は、2010年11月13日が最終公演となった。

#### クリスマス・ウィッシュ （ステージショー）
「クリスマス・ウィッシュ」というイベント名と同名のステージショーが、ウォーターフロントパーク特設ステージで開催された。本ショーの開催期間は、2010年11月14日から12月25日であった。
ディズニーの仲間たちの願いがかなう様子をレヴュー形式で公演した。クリスマス・キャロルやダンスのほか、フィナーレには、高さ10メートルの妖精たち（ダンサー）によるクリスマスツリーも登場した。
DATA
- 公演場所:ウォーターフロントパーク特設ステージ
- 公演回数:1日4回（2010年11月14日〜12月25日）
- 公演時間:約25分
- 座席:全席指定。抽選はビリエッテリーアにて実施。当選枠には、立ち見エリアも含まれる。

登場キャラクター
- ミッキーマウス、ミニーマウス、ドナルドダック、デイジーダック、グーフィー、チップとデール、クラリス、サンタクロース

使用楽曲
- CHRISTMAS WISHES （ショーのオリジナル曲）
- MAGICAL CHRISTMAS SPRITES （ショーのオリジナル曲）
- CHRISTMAS FAMILY （ショーのオリジナル曲）
- DECK THE HALLS
- SANTA CLAUS IS COMING TO TOWN
- PARADE OF THE WOODEN SOLDIERS
- HERE COMES SANTA CLAUS (en:Here Comes Santa Claus)
- CHRISTMAS WRAPPING (en:Christmas Wrapping)
- O CHRISTMAS TREE (en:O Tannenbaum)
- I WISH IT COULD BE CHRISTMAS EVERYDAY
- JOY TO THE WORLD!
- SLEIGH RIDE
- WE WISH YOU A MERRY CHRISTMAS (en:We Wish You a Merry Christmas)

#### セブンライツ・オブ・クリスマス
ドックサイドステージで開催されるグリーティング・ショーである。
各テーマポートのクリスマス衣装を着たキャラクターがアメリカンウォーターフロントに集合して、クリスマスのひと時を過ごす。
シェリーメイが登場するショーは、本ショーが初めてである。
メインで使用されている楽曲は、2008年に公演されたリトル・クリスマス・ストーリーのテーマ曲であり、一部の歌詞が差し替えられるなど、アレンジされている。
DATA
- 公演回数 3回/日（2010年11月8日〜11月13日）、2回/日（2010年11月14日〜12月25日）

登場キャラクター （登場順）
- アメリカンウォーターフロント（ケープコッド） - ミニーマウス、ダッフィー、シェリーメイ
- ロストリバーデルタ - ドナルドダック、デイジーダック
- ポートディスカバリー - チップとデール
- ミステリアスアイランド - グーフィー
- アラビアンコースト - ジーニー
- マーメイドラグーン - アリエル、エリック
- メディテレーニアンハーバー - ミッキーマウス

#### ミート＆スマイル～クリスマスバージョン～
7つのテーマポートのクリスマスコスチュームを着たクリスマスバージョンを公演。

#### アトモスフィア・エンターテイメント
以下のアトモスフィア・エンターテイメントがクリスマスバージョンとして公演された。
- 東京ディズニーシー・マリタイムバンド
- ファン・カストーディアル
- トリオ・メロディーア

### キャラクターグリーティング

#### ダッフィーのグリーティング
ドッグサイドステージにてダッフィーのグリーティングを行った。赤のサンタ帽子に赤マフラーの衣装で2006年のハーバーサイド・クリスマスと同じであった。

## 2011年
開催期間
2011年11月7日〜12月25日

### エンターテイメント

#### クリスマス・ウィッシュ （ステージショー）
2010年版とは以下のような違いがある。
- 出演キャラクターにプルート、マックスが追加された。これに伴い、各シーンでの登場キャラクターが変更になっている。例えば、2010年版でチップとデールが出演していた雪ダルマたちとのダンスシーンは、使用楽曲「I Wish It Could Be Christmas Everyday」は同じであるが、グーフィーとマックスの出演に変更されている。
- 混雑状況によっては、ビリエッテリーアだけではなく、ポンテ・ヴェッキオのポートディスカバリー側にも特設抽選場が開設される。

DATA
- 公演場所:ウォーターフロントパーク特設ステージ
- 公演回数:1日4回（2011年11月7日〜12月25日）
- 公演時間:約25分
- 座席:全席指定。抽選はビリエッテリーア、および、特設抽選会場（混雑状況によって実施）にて実施。当選枠には、立ち見エリアも含まれる。

登場キャラクター
- ミッキーマウス、ミニーマウス、ドナルドダック、デイジーダック、チップとデール、グーフィー、プルート、クラリス、マックス、サンタクロース

#### クリスマス・ラップド・イン・リボン
リドアイルで開催された東京ディズニーシー10thアニバーサリー記念クリスマスグリーティングショーである。
各テーマポートのクリスマス衣装を着たキャラクターがリドアイルに集合して、歌やダンスを通じて7つのテーマポートのクリスマスを紹介する。また、最後には10周年のテーマソングに合わせて全員で踊り、7色のリボンによって7つの大きなクリスマスツリーを作る。
DATA
- 公演回数 2回/日

登場キャラクター
- アメリカンウォーターフロント（ケープコッド） - ミニーマウス、ダッフィー
- ロストリバーデルタ - ドナルドダック、デイジーダック
- ポートディスカバリー - チップとデール
- ミステリアスアイランド - グーフィー、プルート
- アラビアンコースト - ジーニー
- マーメイドラグーン - アリエル、エリック王子
- メディテレーニアンハーバー - ミッキーマウス

## 2012年
開催期間
2012年11月7日〜12月25日

### エンターテイメント

#### カラー・オブ・クリスマス
カラー・オブ・クリスマス(Colors of Christmas)は、メディテレーニアンハーバーで夜間に開催される水上ショーの名前。
メディテレーニアンハーバーの中央に大きなクリスマスツリーが浮かぶ他、ハーバーを囲うように小さなツリーのオブジェも浮かび、それらが色とりどりに光り輝く。
ショー自体は約10分程度だが、ショー終了後もクリスマスツリーやオブジェは輝き続ける。
DATA
- 公演回数 1回/日
- 公演時間 約10分

登場キャラクター
- ミッキーマウス
- ミニーマウス
- ドナルドダック
- デイジーダック
- グーフィー
- プルート
- チップとデール
- ダッフィー
- シェリーメイ

ショー開始15分前からのBGMにエンヤの楽曲が用いられている。
- 『雪と氷の旋律』より
  - ありふれた奇跡 - Dreams Are More Precious
  - おもちゃの兵隊 - One Toy Soldier

#### ホリデーグリーティング・フロム・セブンポート
ホリデーグリーティング・フロム・セブンポート(Holiday Greeting from Seven Ports)は、メディテレーニアンハーバーで開催されるグリーティング・ショーである。
各テーマポートのクリスマス衣装を着たキャラクターとバンドがメディテレーニアンハーバーを順に巡り、演奏や歌、ダンスを行う。
DATA
- 公演回数 2回/日

登場キャラクター
- ミッキーマウス
- ミニーマウス
- ドナルドダック、デイジーダック
- チップとデール
- グーフィー、プルート
- ジーニー
- アリエル、エリック王子
- ダッフィー、サンタクロース

#### テーブル・イズ・ウェイティング －クリスマス・キュイジーヌ
ショー終盤がクリスマスを祝う内容に変更されている。

## 2013年
開催期間
2013年11月7日〜12月25日
CMには木村文乃、八木のぞみが起用された。CMは、木村がクリスマスイベント開催中の東京ディズニーランドで疎遠になっていた友人（八木）と2年ぶりに再会する内容になっている。

### エンターテイメント

#### カラー・オブ・クリスマス(2013)
2012年版との相違
- 出演キャラクターに、ピノキオ、ゼペット、ジミニークリケットが追加された。後半にトランジットスチーマーラインの船に乗って登場する。
- ダッフィーとシェリーメイはミッキーたちの船には乗っておらず、後半にトランジットスチーマーラインの船（上記のピノキオたちとは別の船）に乗って登場する。
- 上記のようにトランジットスチーマーラインの船2隻が追加登場するため、関連するミッキーたちの台詞や船の航路が変更されている。

##### カラー・オブ・クリスマス ‐アフターグロウ
2012年にも行われていたショー終了後のクリスマスソングとイルミネーションが「カラー・オブ・クリスマス ‐アフターグロウ」と名付けられ、公式に記載されるようになった。
公演は、花火「ハピネス・オン・ハイ」終了時間の後から、15分ごと。1回約3分。

#### ホリデーグリーティング・フロム・セブンポート(2013)
各テーマポートのクリスマス衣装を着たキャラクターとダンサーがメディテレーニアンハーバーの海沿いにクリスマスツリーを持って集まり、演奏や歌に合わせてクリスマスツリーの飾り付け、ダンスを行う。
2012年とは大幅に内容が変更され、出演キャラクターにクラリス、マックス、マリー、シェリーメイが追加された他、出演者数も増加している。
DATA
- 公演回数 2回/日

登場キャラクター
- ミッキーマウス
- ミニーマウス
- ドナルドダック、デイジーダック
- チップとデール、クラリス
- グーフィー、プルート
- ジーニー
- アリエル、エリック王子
- マックス、マリー
- ダッフィー、シェリーメイ

#### テーブル・イズ・ウェイティング －クリスマス・キュイジーヌ(2013)
終盤、皆でクリスマスの料理を準備するシーンの演出、振り付け、使用楽曲が変更された。

## 2014年
開催期間
2014年11月7日〜12月25日

### エンターテイメント

#### カラー・オブ・クリスマス (2014)
2013年版との相違
- 出演するディズニーキャラクターの衣装の変更。
- メディテレーニアンハーバーの改修工事に伴い、鑑賞エリアの縮小、各船の航路が変更されている。
- 「カラー・オブ・クリスマス」終了後の「カラー・オブ・クリスマス ‐アフターグロウ」は公式の開催発表は無くなったが、実施はされている。

DATA
- 公演回数 1回1日
- 公演時間 約13分
- 公演場所 メディテレーニアンハーバー
- 出演者数 10名

登場キャラクター
2013年版に同じ。

#### ホリデーグリーティング・フロム・セブンポート(2014)
2014年はウォーターフロントパークで公演される。
ミッキーたちが7つのテーマポートのクリスマスツリーをウォーターフロントパークに持ち寄り、クリスマスパーティーを開催する。華やかなダンスを踊りながら、持ち寄ったクリスマスツリーを飾り付けたり、客席の間に設けられた通路を移動しながら来園者に挨拶を行い、最後は雪が降り注ぐ。
DATA
- 公演回数 1日3回
- 公演時間 約25分
- 出演者数 約60名

登場キャラクター
2013年版に同じ。

#### カラフルホリデーグリーティング
「好きな色でクリスマスツリーを飾ると願いがかなう」というテーマに沿って、カラフルな衣装を身にまとったミッキーマウスと仲間たちが、ダンスやゲームで観客と交流を深めるグリーティングショー。
リドアイルで開催される。
DATA
- 公演回数 1日3回
- 公演時間 約25分
- 出演者数 約20名

登場キャラクター
- ミッキーマウス、ミニーマウス
- ドナルドダック、デイジーダック
- チップとデール
- グーフィー、プルート
- ダッフィー、シェリーメイ

### デコレーション
各テーマポート（アメリカンウォーターフロントはニューヨークとケープコッド）にクリスマスツリーを設置。
ロストリバーデルタには「フィエスタ・デ・ラ・ルース」（スペイン語：「光の祭り」の意）としてランタンに光を灯したクリスマスイルミネーションが設置されている。
2013年に引き続き、ウォーターフロントパークに「スノークリスタル・イルミネーション」を設置。

## 2015年
開催期間
2015年11月9日〜12月25日

### エンターテイメント

#### カラー・オブ・クリスマス (2015)
2014年版との相違
- メディテレーニアンハーバーの改修工事完了に伴い、鑑賞エリアの拡大、各船の航路が変更されている。

DATA
- 公演回数 1回1日
- 公演時間 約13分
- 公演場所 メディテレーニアンハーバー
- 出演者数 10名

登場キャラクター
2014年版に同じ。

#### パーフェクト・クリスマス
2015年より公演となる、ディズニーの仲間たちが思い思いのクリスマスを披露しあうクリスマスの楽しさが詰まった華やかなエンターテインメント。
会場にクリスマスソングが流れ、ミッキーマウスがディズニーの仲間たちに「クリスマスといえば何だろう?」という問いかけに始まり、クリスマスツリー、クリスマスプレゼントなどをミッキーマウスの問いかけに答えるように披露する。
ショーの後半には船に乗ったサンタクロースや、ダッフィーやシェリーメイをはじめとするディズニーの仲間たちが加わって、会場全体で明るく華やかなフィナーレを迎える。
当初全エリアで入れ替えは無かったが、途中でザンビーニ・リストランテ・ブラザーズ前のみ、2015年12月19日から25日まで入れ替え制にすることが発表された。
DATA
- 公演場所 メディテレーニアンハーバー
- 公演回数 1日3回
- 公演時間 約25分
- 出演者数 約110名

登場キャラクター
ミッキーマウス、ミニーマウス、ドナルドダック、デイジーダック、プルート、グーフィー、チップ、デール、マックス、クラリス、スクルージ・マクダック、アラジン、ジャスミン、ジーニー、アリエル、エリック、サンタクロース、ダッフィー、シェリーメイ

#### カラー・オブ・クリスマス - アフターグロウ (2015)
DATA
- 公演時間 約3分(「スターブライト・クリスマス」終了後15分ごと

### キャラクターグリーティング
「アリエルのグリーティンググロット」では、クリスマスコスチュームに身を包んだアリエルがグリーティングする。

### アトモスフィアショー
「東京ディズニーシー・マリタイムバンド」と「ファン・カストーディアル」はクリスマス限定のスペシャルバージョンで登場する。公演場所はウォーターフロントパーク。

### デコレーション
各テーマポートにはさまざまなクリスマスデコレーションを設置。ポートディスカバリーとミステリアスアイランドにはクリスマスツリーが設置されなくなった。
S.S.コロンビア号前には恒例の15mの巨大なクリスマスツリーが、ケープコッドには本年からシェリーメイがダッフィーとジェラトーニとともに飾ったクリスマスツリーが登場する。
2014年に引き続き、ロストリバーデルタには「フィエスタ・デ・ラ・ルース」（スペイン語：「光の祭り」の意）としてランタンに光を灯したクリスマスイルミネーションが、ウォーターフロントパークには「スノークリスタル・イルミネーション」を設置。

## 2016年
開催期間
2016年11月8日〜12月25日
ロストリバーデルタに設置される「フィエスタ・デ・ラ・ルース」も開催される。「ビッグバンドビート」はクリスマス版ではなく通常版が公演される。

### エンターテイメント

#### カラー・オブ・クリスマス〜ナイトタイム・ウィッシュ〜
2015年版との相違
- TDS15周年にちなんで、使用楽曲や全体構成、ツリーの表示画像が異なる。
- ピノキオ、ゼペット、ジミニークリケットの登場が無くなり、代わりにクラリスとマックスがトランジットスチーマーラインの船に乗って登場する。
- TDS15周年記念グッズである「クリスタルコンパス」がツリーに連動して光る。

DATA
- 公演回数 1回1日
- 公演時間 約15分
- 公演場所 メディテレーニアンハーバー
- 出演者数 10名

登場キャラクター
- ミッキーマウス
- ミニーマウス
- ドナルドダック
- デイジーダック
- グーフィー
- プルート
- チップとデール
- ダッフィー
- シェリーメイ
- クラリス
- マックス

#### パーフェクト・クリスマス (2016)
2015年版との相違
- TDS15周年にちなんで、使用楽曲や全体構成が異なる。
- サンタクロースが乗って登場する船にTDS15周年のロゴが入っている。

2015年より公演となる、ディズニーの仲間たちが思い思いのクリスマスを披露しあうクリスマスの楽しさが詰まった華やかなエンターテインメント。
なお、この年は全エリアで入れ替えが行われなかった。
DATA
- 公演場所 メディテレーニアンハーバー
- 公演回数 1日2回
- 公演時間 約25分
- 出演者数 約110名

登場キャラクター
2015年に同じ。

#### カラー・オブ・クリスマス - アフターグロウ (2016)
TDS15周年にちなんで、映像が一部変更になっている。
DATA
- 公演時間 約3分(「スカイハイ・ウィッシュ」終了後15分ごと

## 2017年
開催期間
2017年11月8日〜12月25日
「大切な人と過ごすロマンティックなクリスマス」をテーマに開催される。

### エンターテイメント

#### カラー・オブ・クリスマス
2016年版との相違
- 雪が舞う演出が追加された。
- ナレーションが変更となった。
- 昨年度より出演がなくなったピノキオ、ゼペットが再登場し、代わりに登場したマックス、クラリスの登場がなくなる。また、ジェラトーニ、ステラ・ルー、ジーニー、アブーが新たに登場する。

DATA
- 公演回数 1回1日
- 公演時間 約15分
- 公演場所 メディテレーニアンハーバー
- 出演者数 25名

登場キャラクター
- ミッキーマウス
- ミニーマウス
- ドナルドダック
- デイジーダック
- グーフィー
- プルート
- チップとデール
- ダッフィー
- シェリーメイ
- ジェラトーニ
- ステラ・ルー
- ピノキオ
- ゼペット
- ジーニー
- アブー

#### パーフェクト・クリスマス (2017)
2016年版との相違
- デイジーのシーンはプレゼントを選ぶ内容から 、お菓子を紹介する内容に変更となった。
- 雪が舞う演出が追加された。

DATA
- 公演場所 メディテレーニアンハーバー
- 公演回数 1日3回
- 公演時間 約25分
- 出演者数 約115名

登場キャラクター
2016年に同じ。

#### カラー・オブ・クリスマス - アフターグロウ (2017)
DATA
- 公演時間 約3分(「スターブライト・クリスマス」終了後15分ごと）

### キャラクターグリーティング
「アリエルのグリーティンググロット」ではアリエルが、「ヴィレッジ・グリーティングプレイス」ではダッフィーが、それぞれクリスマスバージョンのグリーティングを実施する。さらには、今年より新たにシェリーメイがエントランスでクリスマスバージョンのグリーティングを実施するほか、クリスマスアイテムを身につけたキャラクターが様々な場所に登場する。

### アトモスフィア・エンターテイメント
「東京ディズニーシー・マリタイムバンド」と「ファン・カストーディアル」はクリスマス限定のスペシャルバージョンで登場する。公演場所はウォーターフロントパーク。

### デコレーション
各テーマポートにはさまざまなクリスマスデコレーションを設置。昨年に引き続き、ウォーターフロントパークでは「スノークリスタル・イルミネーション」を実施する。
S.S.コロンビア号前に設置される恒例の15mの巨大なクリスマスツリーは、今年は新たに雪化粧をして登場する。
2016年に引き続き、ロストリバーデルタには「フィエスタ・デ・ラ・ルース」（スペイン語: Fiesta de la Luz、「光の祭り」の意）としてランタンに光を灯したクリスマスイルミネーションが、ウォーターフロントパークには「スノークリスタル・イルミネーション」を設置。